# Hoplias microlepis
Hoplias microlepis és una espècie de peix d'aigua dolça i de clima tropical (26 °C-28 °C) de la família dels eritrínids i de l'ordre dels caraciformes present a Amèrica des de Guayaquil (Equador) fins al riu Chagres (Panamà).
Els mascles poden assolir 36 cm de longitud total.
Menja peixos.